# Cosmic Ark
Cosmic Ark é um jogo para Atari lançado no ano de 1982 pela Imagic.

## Jogabilidade
O jogo é ambientado em dois cenários. No espaço, o jogador deve proteger sua nave-mãe de uma chuva de asteroides. No segundo cenário, a nave-mãe desce num dos diversos planetas para coletar amostras de espécies distintas (daí o nome do jogo). O jogador controla uma pequena nave que possui um raio coletor de seres. O objetivo aqui é tentar colher o maior número de espécies antes que a nave-mãe, desprotegida, seja atingida por um asteroide vindo do espaço. Além disso, deve-se tomar cuidado com as defesas planetárias, que tentam destruir a nave antes que esta colete os espécimes.